# Альсено
Альсено (італ. Alseno) — муніципалітет в Італії, у регіоні Емілія-Романья, провінція П'яченца.
Альсено розташоване на відстані близько 400 км на північний захід від Рима, 120 км на північний захід від Болоньї, 27 км на південний схід від П'яченци.
Населення — 4776 осіб (2014).
Щорічний фестиваль відбувається 11 листопада. Покровитель — святий Мартин.

## Демографія
Населення за роками:

Станом на 1 січня 2023 року в муніципалітеті офіційно проживало 468 іноземців з 44 країн, серед них 106 громадян країн Євросоюзу та 31 громадянин України.

## Сусідні муніципалітети
- Безенцоне
- Буссето
- Кастелл'Аркуато
- Фіденца
- Фйоренцуола-д'Арда
- Сальсомаджоре-Терме
- Вернаска